# Cololejeunea vitiensis
Cololejeunea vitiensis là một loài Rêu trong họ Lejeuneaceae. Loài này được (E.O. Campb.) H.A. Mill. mô tả khoa học đầu tiên năm 1981.